# Evarcha prosimilis
Evarcha prosimilis är en spindelart som beskrevs av Wesolowska, Cumming 2008. Evarcha prosimilis ingår i släktet Evarcha och familjen hoppspindlar. Inga underarter finns listade i Catalogue of Life.